# Tracy-Bocage
Tracy-Bocage är en kommun i departementet Calvados i regionen Normandie i norra Frankrike. Kommunen ligger i kantonen Villers-Bocage som ligger i arrondissementet Caen. År 2022 hade Tracy-Bocage 305 invånare.

## Befolkningsutveckling
Antalet invånare i kommunen Tracy-Bocage
Referens:INSEE